# OpenIKED
O OpenIKED é um software de código aberto daemon de protocolo Internet Key Exchange(IKEv2) desenvolvido como parte do Sistema Operacional OpenBSD.

## Ligações Externas

### Manuais Unix
- iked(8)
- ikectl(8)
- iked.conf(5)